# Karl Heinrich Wäntig
Karl Heinrich Moritz Wäntig (* 13. März 1843 in Leipzig; † 19. April 1917 in Radebeul; auch Carl Heinrich Moritz Waentig) war ein sächsischer Ministerialbeamter und Politiker.

## Leben und Wirken
Wäntig studierte in Heidelberg und Leipzig und war Mitglied der Corps Guestphalia (1862) und Misnia III (1864). Er war promoviert als Dr. jur. et phil. sowie als Dr.-Ing.
Von 1882 bis 1892 war Wäntig nacheinander Amtshauptmann in Oelsnitz, Glauchau und Großenhain. Im königlich-sächsischen Staatsdienst stieg er bis zum Ministerialdirektor im Kultusministerium auf. Als Vertreter und Domdechant des Kollegiatstifts Wurzen war Wäntig von 1911 bis 1917 Abgeordneter in der I. Kammer des Sächsischen Landtags.
Er trug den Titel eines Wirklichen Geheimen Rats mit dem Prädikat Exzellenz. Zudem war Waentig ausgezeichnet mit dem Großkreuz des sächsischen Albrechtsordens, dem Großkreuz des preußischen Kronenordens und der Großkomtur des sächsischen Verdienstordens (Stand 1915). 1905 wurde er an der Technischen Hochschule Dresden und 1909 an der Universität Leipzig ehrenpromoviert.
Waentig verstarb am 19. April 1917 in seiner Wohnung im 1. Stock der Mietvilla Leipziger Straße 5 in Radebeul. Er hinterließ Ehefrau und fünf Kinder, darunter den Nationalökonomen und Politiker Heinrich Waentig und den Verwaltungsbeamten Karl Waentig.
Wäntigs Vater Heinrich Ferdinand Wäntig (1813–1853) hatte in Zittau die Fa. Wäntig & Co. gegründet, in der Rock- und Hosenstoffe hergestellt wurden. Sein Bruder Paul Wäntig (1846–1927) übernahm das väterliche Unternehmen und wurde ebenfalls Abgeordneter im Sächsischen Landtag.